# Episodi di Sonny tra le stelle (prima stagione)
La prima stagione della serie televisiva Sonny tra le stelle (Sonny with a Chance) è stata trasmessa negli Stati Uniti per la prima volta dall'emittente Disney Channel dall'8 febbraio al 22 novembre 2009. 
In Italia è andata in onda in prima visione sul canale Disney Channel dal 18 giugno 2009 al 10 febbraio 2010. In chiaro la serie è stata trasmessa dal 3 maggio 2010 su Italia 1.
| nº | Titolo originale                 | Titolo italiano                               | Prima TV USA      | Prima TV Italia   |
| -- | -------------------------------- | --------------------------------------------- | ----------------- | ----------------- |
| 1  | Sketchy Beginnings               | La nuova ape                                  | 8 febbraio 2009   | 18 giugno 2009    |
| 2  | West Coast Story                 | Il picnic della pace                          | 8 febbraio 2009   | 18 giugno 2009    |
| 3  | Sonny at the Falls               | Torna indietro Sonny!                         | 15 febbraio 2009  | 25 giugno 2009    |
| 4  | You've Got Fan Mail              | La posta dei fan                              | 22 febbraio 2009  | 2 luglio 2009     |
| 5  | Cheater Girls                    | Le cassiere                                   | 1º marzo 2009     | 9 luglio 2009     |
| 6  | Three's Not Company              | In due è meglio                               | 8 marzo 2009      | 16 luglio 2009    |
| 7  | Poll'd Apart                     | Il malefico blog                              | 15 marzo 2009     | 23 luglio 2009    |
| 8  | Fast Friends                     | Amici per convenienza                         | 29 marzo 2009     | 30 luglio 2009    |
| 9  | Sonny With a Chance of Dating    | L'appuntamento...                             | 12 aprile 2009    | 6 agosto 2009     |
| 10 | Sonny and the Studio Brat        | Sonny e la piccola peste                      | 26 aprile 2009    | 13 agosto 2009    |
| 11 | Promises, Prom-misses            | Promesse... per un ballo                      | 3 maggio 2009     | 20 agosto 2009    |
| 12 | The Heartbreak Kids              | I ragazzi batticuore                          | 17 maggio 2009    | 27 agosto 2009    |
| 13 | Battle of the Networks' Stars    | La battaglia tra Sonny e Selena               | 7 giugno 2009     | 17 settembre 2009 |
| 14 | Prank'd                          | Scherzo e contro scherzo                      | 5 luglio 2009     | 24 settembre 2009 |
| 15 | Tales From the Prop House        | Racconti della stanza degli attrezzi di scena | 2 agosto 2009     | 8 ottobre 2009    |
| 16 | Sonny in the Kitchen with Dinner | Stasera cucina Sonny                          | 16 agosto 2009    | 15 ottobre 2009   |
| 17 | Guess Who's Coming to Guest Star | Indovina chi viene in scena?                  | 27 settembre 2009 | 11 febbraio 2010  |
| 18 | Hart to Hart                     | L'oca bionda                                  | 1º novembre 2009  | 12 febbraio 2010  |
| 19 | Sonny in the Middle              | Nemici per la pelle                           | 8 novembre 2009   | 1º ottobre 2009   |
| 20 | Cookie Monster                   | La vendita dei biscotti                       | 15 novembre 2009  | 9 febbraio 2010   |
| 21 | Sonny:So Far                     | Il talk show delle confidenze                 | 22 novembre 2009  | 10 febbraio 2010  |

## La nuova ape
- Titolo originale: Sketchy Beginnings
- Diretto da: David Trainer
- Scritto da: Michael Feldman e Steve Marmel

Immagine dalla sigla della prima stagione

### Trama
Sonny Munroe entra nel cast di "So Random" ma lei non riesce a legare con Tawni Hart, l'altra ragazza dello show.
Quando Sonny modifica lo sketch dell'Ape Regina di Tawni, quest'ultima s'ingelosisce. 
La situazione diventa peggio quando devono condividere il camerino e quando Sonny, cercando di aiutare Tawni, riduce in brandelli "Paddy Due Guantini", il peluche preferito di Tawni.
Alla fine Sonny pensa che non importa cosa pensa Tawni e modifica l'intero scketch. Poi Sonny chiede scusa a Tawni in televisione.

## Il picnic della pace
- Titolo originale: West Coast Story
- Diretto da: David Trainer
- Scritto da: Michael Feldman e Steve Marmel

### Trama
Al bar, Sonny incontra Chad Dylan Cooper, attore che recita negli studios accanto a quelli di So Random. Però Sonny scopre che Mackenzie Falls, show di Chad, e So Random sono rivali da parecchio tempo dopo la sconfitta di quest'ultimo ai Tween Choice Awards e quindi organizza un picnic della pace tra i due show che si rivela un fallimento, infatti i ragazzi perdono il loro porta rotolo, che in realtà era il premio vinto dai ragazzi di Mackezie Falls, e finiscono su internet con foto e video imbarazzanti.
Sonny decisa a riavere il loro parcheggio, un nuovo porta rotolo e il tavolo alla mensa, sfida Chad al gioco delle sedie, che dopo un po' accetta, aggiungendo che lo show perdente dovrà dire qualcosa di carino sul vincente in diretta. 
Inizia la prova, e rimangono Chad e Sonny con una sola sedia. la ragazza finge di cadere, Chad prova ad aiutarla e lei riesce perciò a vincere. Colpito dalla bravura di Sonny, Chad le propone di recitare nel suo show, ma lei rifiuta. Alla fine i ragazzi di So Random guardano in TV Mackenzie Falls, dove Chad dice che So Random è il suo show preferito.

## Torna indietro Sonny!
- Titolo originale: Sonny at The Falls
- Diretto da: Eric Dean Seaton
- Scritto da: Phil Baker e Drew Vaupen

### Trama
Durante la pausa pranzo, i ragazzi di So Random notano che Chad e i suoi amici vengono trattati molto meglio con bistecche e aragoste, mentre loro devono mangiare la solita schifezza. Nel frattempo Chad si accorge che Sonny viene lasciata sola dagli amici perché rifiutano l'idea per uno sketch e, sapendo che So Random sta superando Mackenzie Falls ora che c'è Sonny nel cast, la invita nei suoi studios per farla litigare con il cast di So Random e, quando gli altri la scoprono, non vorrà più tornare a So Random. Però i ragazzi, persino Tawni, capiscono che senza Sonny non si divertono e quindi si travestono dagli eroi che Sonny aveva inventato per uno sketch e la riconquistano. Sonny infine scopre il piano di Chad che, erroneamente, una di Mackenzie Falls spiffera alla ragazza.

## La posta dei fan
- Titolo originale: You've Got Fan Mail
- Diretto da: Philip Charles MacKenzie
- Scritto da: Phil Baker e Drew Vaupen

### Trama
Sonny comincia ad essere gelosa del fatto che tutto il cast dello show riceve in continuazione lettere di ammirazione dai loro fan. Tawni rinfaccia tutto ciò a Sonny ogni volta che può, facendola arrabbiare sempre di più. Così la ragazza si scrive una lettera, facendo finta che sia da parte di un fan. Tutti le credono, soprattutto il produttore di So Random, che invita il fan negli studi per conoscere Sonny, ma dato che non esiste sarà la ragazza a mascherarsi da ragazzo facendosi passare per un certo Erik. Inizialmente nessuno si accorge del suo travestimento ma poi Tawni dice a Sonny (ancora travestita), che in realtà tutte le lettere dei fan di Sonny le nascondeva in un cuscino. La ragazza così dice tutta la verità a Tawni che però dice al produttore di invitare nuovamente il fan per un incontro con Sonny in TV. Così alla fine dello show tutti aspettano l'apparizione del fan di Sonny, e quando la ragazza sta per dire tutta la verità Chad si traveste da Erik salvando Sonny da quella situazione e dicendole di essere interessato a lei.

## Le cassiere
- Titolo originale: Cheater Girls
- Diretto da: Erica Dean Seaton
- Scritto da: Dava Savel

### Trama
Sonny e Tawni stanno lavorando ad un nuovo sketch denominato "Le Cassiere" e sono molte entusiaste. Ma quando la madre di Sonny, Connie, scopre la sua"D" in Matematica la minaccia di respingerla da "So Random". Zora cerca di darle ripetizioni, ma senza successo.
Allora decide di rispettare un consiglio che le aveva detto Tawni pochi istanti prima, cioè quello di copiare per passare la verifica.
Però Sonny confessa ad alta voce che stava per copiare, così Marshall vieta sia a Sonny che a Tawni di fare lo sketch, e vengono sostituite da Grady e Nico.
Ma alla fine Sonny, nel mezzo dello show, getta un serpente che aveva scambiato per una corda che va a finire sul tavolo dove erano poggiati Nico e Grady e alla fine Sonny e Tawni, dopo aver superato la verifica, recitano nello sketch.
Una nuova ragazza carina attira l'attenzione di Nico e Grady, che cercano in tutti i modi d'impressionarla.

## In due è meglio
- Titolo originale: Three's Not Company
- Diretto da: Eric Dean Seaton
- Scritto da: Amy Engelberg e Wendy Engelberg

### Trama
Arriva ad Hollywood la migliore amica di Sonny, Lucy. Sonny è felicissima del suo arrivo e ha già in mente molte attività da fare con la sua best, ma Tawni s'intromette per mostrare a Lucy la vita di Hollywood. l'intromissione di Tawni rende molto gelosa Sonny che per passare del tempo con Lucy dice di non essere stata invitata alla festa di compleanno che Chad ha organizzato. Il risultato è ovvio: Tawni "spiffera" tutto a Lucy, che si arrabbia e va alla festa di Chad senza Sonny. Per riconquistare l'amica, Sonny si reca alla festa ma non può più entrare perché ha rifiutato l'invito in precedenza, quindi s'imbuca e dopo essere stata quasi buttata fuori dagli addetti alla sicurezza di Chad, ma alla fine Lucy la perdona.

## Il malefico blog
- Titolo originale: Poll'd Apart
- Diretto da: David Trainer
- Scritto da: Amy Engelberg e Wendy Engelberg

### Trama
Il malefico blog di Sharona la maggior parte delle volte mette in imbarazzo molti Vip per le sue notizie.Infatti quando Sonny e Tawni scoprono che Sharona considera Sonny alla moda, mentre considera Tawni priva di stile, quest'ultima decide di mettersi una calotta calda per sembrare calva. Sonny per fare ritornare Tawni come quella di una volta decide di andare a parlare con Sharona per dirle di smetterla di criticare troppo le star sul suo blog, ma mentre le parla Sonny si fa scappare la situazione in cui è Tawni e il giorno dopo Sharona scrive sul suo blog che Tawni è calva. Sonny e i suoi amici per vendicarsi creano uno Sketch che mette in terribile imbarazzo Sharona. Infuriata più che mai Sharona manda a Tawni e Sonny della carne con su scritto di non andare agli "No,non l'hai fatto Award", altrimenti
avrebbero avuto una brutta sorpresa. Ma Sonny e gli altri decidono di preparare un piano per sconfiggere Sharona.Infatti agli "No,non l'hai fatto Awards" Sonny e i suoi amici sono vestiti come Sharona e naturalmente lei fa una pessima figura.

## Amici per convenienza
- Titolo originale: Fast Friends
- Diretto da: David Trainer
- Scritto da: Michael Feldman e Steve Marmel

### Trama
Quando Sonny viene intervistata dal settimanale "Tv Tween", Chad cerca di usare Sonny per farsi vedere buono. Quando Sonny confessa a Chad che è un pallone gonfiato molto presuntuoso, viene vista davanti alle telecamere.
Alla fine Chad stava girando un servizio su come addomesticare dei cani, e Sonny viene per fargliela pagare.
Così Chad dice che è molto bravo a recitare e che è anche bravo a fingere di essere buono davanti alle telecamere.
Ma Sonny registra tutto il filmato e lo mostra al giornalista di Tv Tween.
Intanto Nico e Grady usano come spazzatura i gioielli di Tawni, che per punizione li tratta come schiavi.

## L'appuntamento...
- Titolo originale: Sonny with a Chance of Dating
- Diretto da: Eric Dean Seaton
- Scritto da: Cindy Caponera

### Trama
James Conroy, guest star di MacKenzie Falls ed ex fidanzato di Tawni, manda dei fiori a Sonny e le chiede di uscire. Tawni però non vuole che Sonny esca con James perché l'ha utilizzata e quando lui ha rotto con lei, le ha spezzato il cuore. Tawni parla con Chad e gli chiede di dire a James di smettere di vedere Sonny. Durante l'appuntamento, Chad e Tawni intervengono e Sonny e Tawni discutono. Il giorno dopo, James spedisce a Tawni delle rose con un invito ad uscire, così Tawni elabora un piano per far arrabbiare James: per farlo ingelosire, Sonny chiede a Chad un finto appuntamento, e insieme vanno nello stesso locale in cui ci sono James e Tawni. Chad e Sonny all'inizio non sopportano l'uno per l'altro ma passando più tempo insieme, iniziano a essere felici di essere lì. James si fa avanti ed è convinto che il loro sia un finto appuntamento. Sonny trovandosi sotto pressione rapidamente bacia per finta Chad in modo da convincere James, che se ne va arrabbiato, perché sia Tawni che Sonny l'hanno scaricato.

## Sonny e la piccola peste
- Titolo originale: Sonny and the Studio Brat
- Diretto da: Eric Dean Seaton
- Scritto da: Amy Engelberg e Wendy Engelberg

### Trama
Sonny ospita negli studi di So Random una bambina, Dakota, della fondazione Cuccioli che Hanno Aspre Difficoltà. Quando vede un manifesto di Chad Dylan Cooper dice che lo ammira e vorrebbe tanto conoscerlo, e Sonny per farla felice cerca in tutti i modi di farli incontrare. Chad però rifiuta e Dakota inizia a urlare, strillare e fare capricci. Sonny la sgrida, ma quando scopre che Dakota è in realtà la figlia di Mr.Condor, il direttore del programma, e la bambina rivela che la fondazione Cuccioli che Hanno Aspre Difficoltà è un'invenzione(infatti sta per CHAD), è costretta a fare quello che vuole lei per non far cancellare So Random.Infatti un altro motivo per cui teme di opporsi è che in seguito ad una ribellione Dakota la lega ad una sedia e poi la imbavaglia con un foulard. solo dopo viene scoperta ma non liberata. Chad acconsente ad uscire con Dakota solo se lo avessero portato al Seminterrato, un locale di Hollywood in cui sono stati fotografati Nico, Grady e Tawni e per cui la loro popolarità è schizzata alle stelle.

## Promesse... per un ballo
- Titolo originale: Promises, Promisses
- Diretto da: David Trainer
- Scritto da: Dava Savel

### Trama
Sonny riceve dalla sua amica Lucy le foto del ballo a cui Sonny non ha potuto partecipare per il semplice fatto che adesso lavora a So Random. Sonny ha sempre sognato di ballare con una persona speciale così decide di organizzare un ballo tutto suo anche se Marshall è contrario. Tra vari incidenti e l'arrivo di Marshall negli studi durante la festa Sonny non riuscirà a godersi il ballo ma quando tutti se ne saranno andati Sonny avrà l'opportunità di ballare con il suo ragazzo speciale anche se questo è Chad.

## I ragazzi batticuore
- Titolo originale: The Heartbreak Kids
- Diretto da: Eric Dean Seaton
- Scritto da: Cindy Caponera

### Trama
Sonny fa in modo di mettere insieme la signorina Bitterman e il signor Marshall. Quando ci riesce, però, i risultati sono disastrosi, perché la Bitterman, col consenso di Marshall, inizia a cambiare tutti gli sketch. I ragazzi cercano un modo per farli separare, ma non ci riescono. Sonny, perciò, chiede l'aiuto di Chad, che prepara un piano da attuare alle Lookout Mountain, seguendo il copione di una puntata di McKenzie Falls; una volta che la Bitterman e Marshall sono lì, saltano fuori Nico e Grady travestiti da Bigfoot, col compito di spaventare Marshall e dimostrare alla Bitterman che non è coraggioso. Ma il piano va storto, perché a Bigfoot ci pensa la Bitterman.

## La battaglia tra Sonny e Selena
- Titolo originale: Battle of the Networks' Stars
- Diretto da: Eric Dean Seaton
- Scritto da: Michael Feldman e Steve Marmel

### Trama
Chad sta girando un film sulla sua vita, "La storia di Chad Dylan Cooper", e ai provini partecipano vari sosia di Sonny, Tawni, Nico e Grady. Alla fine, scrittura tutto il cast originale di So Random eccetto Sonny, che viene sostituita con Selena Gomez. Selena intuisce che Chad e Sonny si piacciono, e fa di tutto per farglielo ammettere, ma tutti e due negano più volte. Decide, allora, di ricorrere all'astuzia, e riesce a far ammettere a Chad che Sonny ha dei bei capelli e a Sonny che Chad ha degli occhi luminosi.
Nel frattempo, Nico e Grady si fanno dare consigli su come conquistare le ragazze da due loro sosia. E alla fine Chad accusa Sonny di voler essere la migliore amica di Selena, ovvio riferimento alla reale amicizia tra Selena Gomez e Demi Lovato, che dura da quando entrambe avevano 7 anni, ma si capisce chiaramente che sia Chad che Sonny sono imbarazzati per ciò che hanno ammesso e Chad la prende nel film.
- Guest Star:Selena Gomez (sé stessa)

## Scherzo e contro scherzo
- Titolo originale: Prank'd
- Diretto da: Carl Lauten
- Scritto da: Kevin Kopelow e Heath Seifert

### Trama
Chad conduce un nuovo programma televisivo che consiste nel fare scherzi alle persone, e dice al cast di So Random che uno di loro potrebbe essere la prima vittima. Tutti diventano paranoici e si aspettano scherzi da tutte le parti, hanno paura che ci sia qualcuno nel cast che è in combutta con Chad, quindi iniziano a sabotarsi a vicenda. Nel frattempo, negli studi girano il film di Fashonita, la supereroina preferita di Sonny, e sia Sonny sia Tawni vorrebbero avere la parte. Chad fa in modo che Sonny abbia un provino, ma Sonny ha paura che sia uno scherzo del programma, e così sabota il provino, che in realtà era vero. Tawni corrompe Chad per avere il suo provino, e Nico e Grady, vedendoli parlare, pensano che Tawni e Chad siano in combutta. Chad decide di fare lo scherzo a Tawni, cioè farle fare cose stupide in un falso provino (prendendo spunto dal buco nell'acqua di Sonny), ma gli altri scoprono il suo piano. Alla fine, si scopre che in realtà la conduttrice del programma è Zora, che aveva fatto uno scherzo a Chad facendogli credere di essere il conduttore.
- Curiosità: lo show di scherzi condotto da Zora è lo stesso citato in Hannah Montana nell'episodio Jake e Tracy oggi sposi.

## Racconti dalla stanza degli attrezzi di scena
- Titolo originale: Tales From the Prop House
- Diretto da: Eric Dean Seaton
- Scritto da: Dava Savel

### Trama
Il cast di So Random deve lasciare la stanza degli attrezzi di scena, perché, secondo un contratto, lo show migliore si prende le stanze che vuole, quindi la stanza degli attrezzi di scena servirà come sala di meditazione di McKenzie Falls. Ma nessuno vuole lasciare la stanza, e ricordando i loro sketch più divertenti e famosi, Sonny, Nico, Grady, Tawni e Zora si incatenano alla stanza degli oggetti di scena. Quando il piano fallisce, decidono di prendere la stanza esattamente sopra la stanza degli attrezzi di scena e fanno di tutto per infastidire il cast di McKenzie Falls e costringerli ad andarsene. Chad, che capisce quanto sia importante per So Random la stanza degli attrezzi di scena, cede, e porta dei regali a tutti per farsi perdonare.

## Stasera cucina Sonny
- Titolo originale: Sonny in the Kitchen with Dinner
- Diretto da: Linda Mendoza
- Scritto da: Danny Warren

### Trama
Tawni vuole uscire con un ragazzo normale solo che non sa come comportarsi. Sonny fa in modo che abbiano un appuntamento e chiede a Chad i biglietti per una partita di Basket. Alla partita, Sonny e Hayden sono costretti a baciarsi quando sono inquadrati sul maxi schermo. Tawni si arrabbia con lei e per rimediare, Sonny cerca di aiutarla organizzando una sera con il ragazzo a casa sua, perché Tawni non sa cucinare. Intanto Nico e Grady cercano di inventarsi un panino per metterlo nel menù della mensa. All'improvviso si ritroveranno tutti a casa di Sonny e il ragazzo di cui Tawni si è innamorata scopre tutto.

## Indovina chi viene in scena?
- Titolo originale: Guess Who's Coming to Guest Star
- Diretto da: Eric Dean Seaton
- Scritto da: Michael Feldman e Steve Marmel

### Trama
Chad è ospite a So Random per uno sketch in cui deve recitare con Sonny. Inizia a dirle che, com'è successo a tutte le sue partner, si innamorerà di lui, si perderà nei suoi occhi e inizierà a sognarlo e quando a Sonny succede tutto questo, spaventata, chiede a Marshall di cambiare lo sketch. Ma le cose peggiorano, perché Marshall aggiunge un bacio allo sketch. Tawni, sotto richiesta di Sonny, decide di fare lo sketch al posto suo, ma poi si ritira perché il suo lucidalabbra è finito. Nico e Grady, in cambio dell'utilizzo di Chad del loro camerino, usano l'ufficio di Marshall ma approfittano troppo del suo potere fino a trovarsi in preda alla confusione. La sera della diretta, proprio quando Sonny e Chad stanno per baciarsi, un maiale inviato per errore a Nico e Grady vola nella scena e Sonny fa baciare a Chad il maiale.

## L'oca bionda
- Titolo originale: Hart to Hart
- Diretto da: Eric Dean Seaton
- Scritto da: Lanny Horn e Josh Silverstein

### Trama
Sonny convince Tawni a licenziare la sua manager prepotente, non sapendo che è in realtà la madre Tawni. Quando Tawni licenzia sua mamma come manager, la "licenzia" anche come mamma. Così Tawni decide di andare a vivere a casa di Sonny e il fatto che la usa come sua cameriera, spinge Sonny e sua madre Connie a mettere a punto un piano per far riunire Tawni con sua madre. Nel frattempo, Nico e Grady cercano di passare inosservati per le due nuove guardie di sicurezza Jeff (fan di So Random) e il manichino Tim (che sembra avere una mente propria, fan di Chad) in modo da poter utilizzare il bagno privato Chad. Chad lo scopre e Jeff confessa di essere stato lui ad usare il bagno a causa della sua devozione verso So Random.

## Nemici per la pelle
- Titolo originale: Sonny in the Middle
- Diretto da: Eric Dean Seaton
- Scritto da: Lanny Horn e Josh Silverstein

### Trama
Per il compleanno di Nico e Grady, Sonny regala loro una sedia per i videogiochi, che i due non riescono a condividere, per cui tra loro si accumula molta tensione e finiscono per non essere più amici. Sonny cerca di fargli fare pace portandoli al cinema, allo stesso tempo e senza che nessuno dei due lo sappia, per vedere due film differenti che nessuno dei due vuole vedere. Alla fine riesce a far riunire Nico e Grady, e guardano tutti insieme il film Monkey Cars in 3D.
Zora riesce a ingannare sia Chad che Tawni, facendosi accompagnare da Tawni per vedere le Giraffe Sul Ghiaccio (che non è nient'altro che le giraffe morte) e cambiando scusa dice a Chad di voler comprare un gelato. Alla fine si rincontrano tutti al cinema.

## La vendita dei biscotti
- Titolo originale: Cookie Monster
- Diretto da: Eric Dean Seaton
- Scritto da: Cindy Caponera (storia); Kevin Kopelow e Heath Seifert (sceneggiatura)

### Trama
Zora entra nelle Scout In Fiore, nelle quali, a otto anni, Sonny non è riuscita ad entrare perché non era riuscita ad ottenere l'ultima medaglia. Decide così di aiutare Zora a battere il record di vendita dei biscotti; Dakota, la figlia del proprietario degli studios, decide di competere contro di loro con l'aiuto di Chad. Inizialmente la situazione precipita, ma riescono ad avere un'altra occasione e c'è un pareggio. Essendo rimasta una sola scatola, tutti cercano di averla e Chad, per farla finita, mangia tutti i biscotti, soffocando. Sonny riesce a salvarlo e ottiene così la medaglia che non era riuscita a ottenere a otto anni, entrando così nelle Scout In Fiore. Nel frattempo, Nico e Grady creano un profumo per piacere alle ragazze, il che funziona fin troppo bene, e Tawni decide di non guardarsi allo specchio per due giorni.

## Il talk show delle confidenze
- Titolo originale: Sonny:So Far
- Diretto da: Eric Dean Seaton
- Scritto da: Michael Feldman e Steve Marmel

### Trama
Quando Sonny e Tawni sono ospiti su "Gotcha con Gilroy Smith"; in un primo momento sono entusiaste, ma scoprono che Gilroy spera che rivelino qualcosa di personale e imbarazzante. Per evitare che questo accada, le due fanno un patto nel backstage, cioè di coprirsi le spalle a vicenda. Durante lo show Gilroy mostra il filmato dietro le quinte, dicendo che c'era una telecamera nascosta e Tawni rompe il patto che poi però sarà rievocato. Dopo una frase di Gilroy, Sonny comincia a pensare al momento in cui lei e Chad ballavano al loro speciale ballo (Promesse…per un ballo). Gilroy vede la sua espressione sognante e capisce che c'è un ragazzo che le piace. Quando Gilroy chiede se questo misterioso ragazzo è Chad Dylan Cooper, Sonny inizia ad imbarazzarsi e il conduttore annuncia Chad nella trasmissione. Gilroy mostra un filmato di Sonny e Chad nell'episodio 2 (Il picnic della pace), e Sonny porta Chad nel backstage, completamente all'oscuro del fatto che Gilroy ha una telecamera nascosta e sta mostrando la scena al pubblico. I due stanno per dichiarare i sentimenti che provano reciprocamente ma Tawni, ricordando tutte le cose che Sonny ha fatto per lei, spegne il monitor prima che il pubblico senta quello che stanno per dirsi Sonny e Chad.